# Johannes Rodde
Johannes Rodde (* unbekannt in Münster; † 1608 in Lippstadt) war von 1582 bis 1601 Abt des Benediktinerklosters Liesborn.

## Familie
Johannes Rodde stammt aus einer in Münster um die Mitte des 16. Jahrhunderts nachweisbaren Familie. Seine Eltern waren Bernhard Rodde und Getrud van Oesen (oder Oesede). Sein Bruder Stefan war Vikar an St. Martini gewesen.

## Leben
Zunächst war Johannes Rodde Beichtvater in Wietmarschen, bis er 1554 zum Abt von Flechtdorf in der Grafschaft Waldeck gewählt wurde. Dort dankte er vier Jahre später ab, da er immer wieder in Streitigkeiten mit dem Grafen geriet. 1565 war er in Herzebrock Beichtvater, verließ Herzebrock aber wiederum, da er auch mit dem Grafen von Bentheim-Tecklenburg Schwierigkeiten hatten. Die nächsten neun Jahre verbrachte Rodde im Oldekloster bei Zeven. Am 6. September 1582 wurde er einstimmig zum Abt des Klosters Liesborn gewählt.
Eine Visitation des Liesborner Klosters 1586 zeigte Roddes nachlässige Wirtschaftsführung und Schulden in Höhe von rund 15.000 Talern. Außerdem habe in Liesborn eine höchste Unsittlichkeit geherrscht. Am 16. Juli 1601 trat Rodde als Abt zurück. Die Chronisten sehen den Grund für Roddes Rücktritt im Kriegsgeschehen seiner Zeit, dem er nicht gewachsen gewesen sei. Liesborn hatte in seiner Regierungszeit vor allem durch die in Lippstadt stationierten spanischen, niederländischen und braunschweigischen Truppen gelitten. Außerdem war Rodde häufig abwesend, was die Schulden, die auch durch Roddes Vorgänger Gerlach Westhoff entstanden sind, weiter vergrößerte. Rodde verstarb nach sieben Jahren Exil am 20. oder 21. November 1608 in Lippstadt und wurde im Chor der Liesborner Herrenkirche vor dem Hochaltar beigesetzt.